# 四裂算盘子
四裂算盘子（学名：Glochidion assamicum）为大戟科算盘子属下的一个种。

## 扩展阅读
- 維基物種上的相關：四裂算盘子